# Capasa ocellata
Capasa ocellata är en fjärilsart som beskrevs av W. Warren 1894. Capasa ocellata ingår i släktet Capasa och familjen mätare. Inga underarter finns listade i Catalogue of Life.